# Dorfkirche Hirschfeld (Thüringen)
Koordinaten: 50° 56′ 29,5″ N, 12° 11′ 18,4″ O
Die evangelisch-lutherische Dorfkirche Hirschfeld steht in Hirschfeld, einer Gemeinde im Landkreis Greiz von Thüringen. Die Kirchengemeinde Hirschfeld gehört zur Pfarrei Pölzig im Kirchenkreis Gera der Evangelischen Kirche in Mitteldeutschland.

## Beschreibung
Die in Teilen noch romanische Saalkirche hat im Osten einen eingezogenen, querrechteckigen Chorturm und daran eine Apsis angebaut. 1832 wurde das achteckige Obergeschoss des Turms für den Glockenstuhl errichtet, an den Wänden die Turmuhr und Klangarkaden. Darauf wurde ein spitzes verschiefertes Zeltdach gesetzt. 1872 wurde das Äußere neuromanisch überformt, vor dem bisherigen Giebel wurde ein Anbau errichtet, der das Vestibül enthält. Ein großes Portal, flankiert von zwei kleinen, gestattet den Zugang zur Kirche. Die Apsis wurde polygonal ummantelt.
Das mit einem Satteldach bedeckte Kirchenschiff hat im Innenraum dreiseitige Emporen. Die schlichte Kirchenausstattung ist um bzw. nach 1872 entstanden. Sie besteht aus einem Kanzelaltar und einem Taufbecken mit Beschlagwerk, das jedoch von 1663 stammt. Ein um 1500 entstandenes Altarretabel aus der Werkstatt von Peter Breuer ist jetzt in der Kunstsammlung Gera.
Die Orgel mit zwölf Registern, verteilt auf zwei Manuale und Pedal, wurde um 1870 von einem unbekannten Orgelbauer errichtet.